# Chalcides manueli
Chalcides manueli är en ödleart som beskrevs av  Heini Hediger 1935. Chalcides manueli ingår i släktet Chalcides och familjen skinkar. IUCN kategoriserar arten globalt som sårbar. Inga underarter finns listade i Catalogue of Life.